# Phra Nga Sen Sulintara Lusai
Phra Nga Sen Sulintara Lusai (auch Phragna Sen Soulinthara Lusai, voller Thronname Somdet Brhat-Anya Chao Sumangala Ayala Budhisana Raja Sri Sadhana Kanayudha; * 1511 in Nong Khai, Siam als Hno Muang; † 1582 in Vientiane) war zwischen 1572 und 1575 sowie erneut zwischen 1580 und 1582 König von Lan Chang.

## Leben
Phra Nga Sen Sulintara Lusai hieß bei seiner Geburt Hno Mueang, er stammte aus einer bürgerlichen Familie. Er wurde in Luang Phrabang ausgebildet und später zum Gouverneur von Pakhuai Luang ernannt. 1555 verlieh ihm König Sai Setthathirath I. die Titel Brhat-Anya Nhote-Lukien und  Brhat-Anya Sena Surindra Lujaya. Er stieg bis zum General auf. Der König heiratete seine Tochter, die ihm den einzigen männlichen Erben, Prinz No Keo Kuman, gebar. Nach dem spurlosen Verschwinden Sai Setthathiraths 1571 wurde der erst einjährige No Keo Kuman neuer König und sein Großvater Phra Nga Sen Sulintara Lusai zum Regenten für diesen ernannt. Im Jahr darauf entmachtete er den Kindkönig und bestieg selbst den Thron.
1575 wurde Phra Nga Sen Sulintara Lusai von den Birmanen vom Thron gestoßen und zusammen mit einer großen Anzahl Laoten nach Birma verschleppt. Auf Betreiben der Birmanen kam als Nachfolger sein jüngerer Bruder und Maha Upahat (Vizekönig) Voravongse I. auf den Thron. 1580, nach dem Tod des Maha Upahat, setzten ihn die Birmanen erneut auf den Thron. Phra Nga Sen Sulintara Lusai starb 1582 und Nakhon Noi folgte ihm nach. Er hinterließ zwei Söhne und eine Tochter:
- Chaofa Anga (Lo oder Ong-Lo), der später als König Phothisarath II. (reg. 1623–1627) den Thron bestieg
- Brhat Chaofa Kaeva (Mom Kaeo), später ebenfalls König von Lan Chang als Mom Kaeo (reg. 1627–1633)
- die Tochter war die vierte Frau von König Sai Setthathirath I. und verschwand mit diesem 1571 spurlos